# Копалин, Герасим Васильевич
Герасим Васильевич Копалин (24 февраля 1906, Павловка, Тамбовская губерния — 16 февраля 1988, Агроном, Липецкая область) — директор совхоза «Агроном» Лебедянского района Липецкой области. Первый Герой Социалистического Труда (1966) в Лебедянском районе.

## Биография
Родился 24 февраля 1906 году в крестьянской семье в селе Павловка (ныне — в Добринском районе Липецкой области). Трудиться начал с 12-летнего возраста.
С 1918 года Герасим Копалин работал пастухом, в 1921—1925 годах — сезонным рабочим в Ново-Покровском свеклосовхозе Борисоглебского уезда, затем возвратился в родное село, где занимался хлебопашеством. В 1927—1928 годах работал профсоюзным уполномоченным волостного комитета союза сельхозрабочих, председателем Добринского сельрабочкома Усманского уезда.
Служил в Красной Армии.
В 1929 году вступил в ВКП(б).
Окончил Ленинградский сельскохозяйственный институт по специальности агроном-плодовод. Работал агрономом в совхозе имени Мичурина в городе Мичуринск. В 1937 году назначен директором совхоза имени 15 лет Октября в селе Троекурово Лебедянского района. За руководство этим совхозом был награждён Орденом «Знак Почёта».
Участвовал в Великой Отечественной войне.
После демобилизации в 1946 году — директор совхоза «Семенники» Семионовского района Рязанской области. В октябре 1952 года назначен директором совхоза «Агроном» Лебедянского района. Руководил этим совхозом до марта 1974 года. Вывел это сельскохозяйственное предприятие в число передовых хозяйств Липецкой области. Благодаря его деятельности в совхозе были построены различные социально-культурные объекты.
В 1966 году удостоен звания Героя Социалистического Труда «за успехи, достигнутые в развитии садоводства, увеличение производства и заготовок плодов».
В 1974 году вышел на пенсию. Скончался в 1988 году.

## Награды
- Герой Социалистического Труда — указом Президиума Верховного Совета СССР от 30 апреля 1966 года
- Орден Ленина
- Орден Октябрьской Революции
- Орден «Знак Почёта»
- Медаль «За боевые заслуги» (1942)
- Орден Отечественной войны 1 степени (1985)
- Заслуженный агроном РСФСР (1959)

## Память
В 2006 году в год столетнего юбилея со дня рождения Г. В. Копалина на его доме в поселке Агроном была установлена мемориальная доска.